# Ada Air
Ada Air – nieistniejąca albańska linia lotnicza z siedzibą w Tiranie, która działała od 1991 do 2007 roku. Jego główną bazą był port lotniczy Tirana im. Matki Teresy.

## Historia
Linia została założona w 1991 roku. Rozpoczęła działalność 3 lutego 1992 roku, a pierwszy lot odbył się 5 lutego 1992 r. Linia obsługiwała loty do Grecji, Włoch, Kosowa i Macedonii Północnej, jednak te loty zostały wkrótce odwołane. Właścicielami linii byli Julien Roche oraz Marsel Skendo.

## Kierunki lotów
Ada Air obsługiwała następujące połączenia (marzec 2007 r.):
- Albania
  - Tirana (Port lotniczy Tirana im. Matki Teresy)
- Włochy
  - Bari (Port lotniczy Bari)

## Flota
Według danych z marca 2009 flota Ada Air obejmowała:
- 1 samolot – Embraer EMB 110 Bandeirante